# Kõrkküla (Saaremaa)
Kõrkküla is een plaats in de Estlandse gemeente Saaremaa, provincie Saaremaa. De plaats heeft de status van dorp (Estisch: küla).
Tot in december 2014 behoorde Kõrkküla tot de gemeente Kärla, tot in oktober 2017 tot de gemeente Lääne-Saare en sindsdien tot de fusiegemeente Saaremaa.

## Bevolking
Het dorp had 102 inwoners op 31 december 2011 en 113 inwoners op 31 december 2021.

## Geschiedenis
Kõrkküla werd voor het eerst genoemd in 1454 onder de naam Korpkull. De plaats maakte deel uit van het landgoed van Paadla, nu Paevere.